# Kraina przyrodniczo-leśna
Kraina przyrodniczo-leśna – jednostka podziału kraju stosowana w leśnictwie. Jest to obszar o zbliżonych warunkach fizjograficznych, na którym najlepiej rozwija się określony typ lasu.
W celu ułatwienia prowadzenia gospodarki leśnej, a w szczególności hodowli lasu i oparciu jej na przyrodniczych podstawach, zaszła potrzeba podziału kraju na jednostki przyrodniczo-leśne oraz konieczność opracowania dla nich szczegółowych zasad projektowania i stosowania technik hodowlanych. 
Z uwagi na zróżnicowanie obszaru Polski ze względu na warunki fizjograficzne, klimatyczne, ukształtowanie i rzeźbę terenu, wyodrębniono 8 krain o zasadniczo różnych warunkach przyrodniczych.
Zgodnie z tym podziałem kraina przyrodniczo-leśna jest jednostką obejmującą swoim zasięgiem obszar o zbliżonych warunkach fizjograficznych o tym samym typie klimatu pokrywającym się z naturalnym występowaniem poszczególnych gatunków głównych drzew leśnych. Granice krain przyrodniczo-leśnych pokrywają się w przybliżeniu z granicami krain geograficznych, klimatycznych i naturalnymi granicami zasięgu drzew leśnych.
Pod względem powierzchni kraina przyrodniczo-leśna jest dużą jednostką w granicach, której istnieją różnice co do środowiska, gleby, klimatu, a różnice te uzasadniają podział krain na mniejsze jednostki zwane dzielnicami przyrodniczo-leśnymi. 
Podział Polski na krainy przyrodniczo-leśne pozwala wytyczać ramy planowania produkcji leśnej, nie uwzględniając przy tym żyzności siedlisk leśnych i dlatego stwarza jedynie podstawy planowania składu gatunkowego drzewostanów. 
Dla szczegółowego planowania produkcji i praktyki hodowlanej, opracowane zostały jednostki typologiczne, czyli tzw. siedliskowe typy lasu.
Określenie siedliskowego typu lasu opiera się głównie na znajomości żyzności i wilgotności gleb. Gleba jest najbardziej stałym i pewnym czynnikiem określającym typ siedliskowy lasu.

## Podział
w Polsce dla potrzeb leśnictwa wyróżniono 8 krain przyrodniczo-leśnych w skład których wchodzi 59 dzielnic przyrodniczo-leśnych

### Kraina Bałtycka
Kraina Bałtycka dzieli się na 9 dzielnic przyrodniczo-leśnych:
- 1. Dzielnica Wysp Bałtyckich
- 2. Dzielnica Pasa Nadmorskiego
- 3. Dzielnica Niziny Szczecińskiej
- 4. Dzielnica Koszalińska
- 5. Dzielnica Pobrzeża Kaszubskiego
- 6. Dzielnica Pojezierza Kartuskiego
- 7. Dzielnica Żuław Wiślanych
- 8. Dzielnica Pojezierza Kociewskiego
- 9. Dzielnica Pojezierza Drawsko-Myśliborskiego

### Kraina Mazursko-Podlaska
Kraina Mazursko-Podlaska dzieli się na 6 dzielnic przyrodniczo-leśnych:
- 1. Dzielnica Elbląsko-Warmińska
- 2. Dzielnica Pojezierza Mazurskiego
- 3. Dzielnica Równiny Mazurskiej
- 4. Dzielnica Suwalsko-Augustowska
- 5. Dzielnica Wysoczyzny Bielsko-Białostockiej
- 6. Dzielnica Puszczy Białowieskiej

### Kraina Wielkopolsko-Pomorska
Kraina Wielkopolsko-Pomorska dzieli się na 8 dzielnic przyrodniczo-leśnych:
- 1. Dzielnica Borów Tucholskich
- 2. Dzielnica Pojezierza Krajeńskiego
- 3. Dzielnica Pojezierza Dobrzyńsko-Chełmińskiego
- 4. Dzielnica Borów Nadnoteckich
- 5. Dzielnica Nakielsko-Włocławska
- 6. Dzielnica Pojezierza Lubuskiego
- 7. Dzielnica Niziny Wielkopolsko-Kujawskiej
- 8. Dzielnica Krotoszyńska

### Kraina Mazowiecko-Podlaska
Kraina Mazowiecko-Podlaska dzieli się na 7 dzielnic przyrodniczo-leśnych:
- 1. Dzielnica Równiny Kurpiowskiej
- 2. Dzielnica Niziny Mazowiecko-Podlaskiej
- 3. Dzielnica Wysoczyzny Kalisko-Łódzkiej
- 4. Dzielnica Wysoczyzny Rawskiej
- 5. Dzielnica Wysoczyzny Siedlecko-Łukowskiej
- 6. Dzielnica Polesia Lubelskiego
- 7. Dzielnica Wyżyny Wschodniolubelskiej

### Kraina Śląska
Kraina Śląska dzieli się na 6 dzielnic przyrodniczo-leśnych:
- 1. Dzielnica Równiny Dolnośląskiej
- 2. Dzielnica Wzgórz Dolnośląskich
- 3. Dzielnica Przedgórza Sudeckiego
- 4. Dzielnica Kotliny Opolskiej
- 5. Dzielnica Górnośląskiego Okręgu Przemysłowego
- 6. Dzielnica Kędzierzyńsko-Rybnicka

### Kraina Małopolska
Kraina Małopolska dzieli się na 14 dzielnic przyrodniczo-leśnych:
- 1. Dzielnica Niecki Sieradzkiej
- 2. Dzielnica Wyżyny Piotrkowsko-Opoczyńskiej
- 3. Dzielnica Radomsko-Iłżecka
- 4. Dzielnica Jury Krakowsko-Wieluńskiej
- 5. Dzielnica Niecki Nidziańskiej
- 6. Dzielnica Gór Świętokrzyskich
- 7. Dzielnica Wyżyny Miechowsko-Sandomierskiej
- 8. Dzielnica Wyżyny Zachodniolubelskiej
- 9. Dzielnica Niziny Sandomierskiej
- 10. Dzielnica Równiny Biłgorajskiej
- 11. Dzielnica Roztocza
- 12. Dzielnica Krakowskiego Okręgu Przemysłowego
- 13. Dzielnica Płaskowyżu Niepołomicko-Kolbuszowskiego
- 14. Dzielnica Płaskowyżu Lubaczowskiego

### Kraina Sudecka
z uwagi na niewielką powierzchnię Krainy Sudeckiej nie podzielono jej na dzielnice.

### Kraina Karpacka
Kraina Karpacka dzieli się na 8 dzielnic przyrodniczo-leśnych:
- 1. Dzielnica Beskidu Śląskiego
- 2. Dzielnica Beskidu Małego i Średniego
- 3. Dzielnica Pogórza Karpackiego
- 4. Dzielnica Beskidu Wysokiego
- 5. Dzielnica Beskidu Sądeckiego i Gorców
- 6. Dzielnica Beskidu Niskiego
- 7. Dzielnica Bieszczadów
- 8. Dzielnica Tatr